# Umberto Lenzi
Umberto Lenzi (Massa Marittima, 6 d'agost de 1931 - Roma, 19 d'octubre de 2017) fou un guionista i director de cinema italià.

## Biografia
Lenzi va néixer a Massa Marittima, a la província de Grosseto, el 6 d'agost de 1931, i es va diplomar pel Centro Sperimentale di Cinematografia el 1956. Va realitzar en aquesta ocasió un curtmetratge titulat I ragazzi di Trastevere, una història d'inspiració pasoliniana sobre un grup de gent jove d'un barri popular romà. Llavors, Lenzi va col·laborar en diverses revistes cinematogràfiques com Bianco e Nero, abans de convertir-se en ajudant de direcció a la pel·lícula Il terrore dei mari.
Crea la seva primera escenificació el 1961 (si s'exclou el parèntesi d'una pel·lícula rodada el 1958 a Grècia que no va trobar distribuïdor) amb Mary La Rousse, dona pirata, una pel·lícula de capa i espasa. Va rodar després un cert nombre de pel·lícules d'aventures, com Sandokan el tigre de Borneo el 1963 i I pirati della Malesia, tots dos d'interpretats per Steve Reeves. El rodatge a Singapur d'aquesta última pel·lícula es va fer a Malàisia.
Les noves tendències del cinema popular el porta a interessar-se per les pel·lícules d'espionatge, però també a les pel·lícules de guerra amb La legione dei dannati i Els Gossos Verds del Desert. Se li deu igualment la realització de Kriminal, una pel·lícula adaptada d'un famós fumetti italià.
A continuació, Lenzi s'especialitza en el giallo, el cinema de suspens italià que al final dels anys 60 i al començament dels anys 70 amb fort entusiasme del públic. Inventa fins i tot un subgènere, el giallo eròtic italià, signant en aquest marc tres pel·lícules Orgasmo el 1969, Tan dolces com perverses (1969), amb Jean-Louis Trintignant i Paranoia el 1970. Les tres pel·lícules són interpretades per l'exestrella de Hollywood Carroll Baker.
L'èxit dels gialli de Dario Argento al començament dels anys 70 el porta a posar en escena cinc pel·lícules del gènere: Un posto ideale per uccidere (1971), Sette orchidee macchiate di rosso (1972), Il coltello di ghiaccio (1972), Espasme (1974) i Gatti rossi in un labirinto di vetro (1975). Totes aquestes pel·lícules se situen més o menys fidelment en el model del giallo de Dario Argento, a excepció d'Espasme, on la dimensió psicològica està més treballada.
Mentrestant, Lenzi haurà rodat la primera pel·lícula «caníbal» el 1972 amb Il paese del sesso selvaggio amb Ivan Rassimov.
L'emergència del cinema policíac italiana, el «poliziottesco», amb La polizia ringrazia (1972) de Steno, permet a Lenzi trobar finalment el seu terreny més fèrtil, convertint-se en el cineasta més prolífic d'aquest gènere i signant també algunes obres majors, apreciades tant pel públic com per la crítica, com El rescat de la Por (1974), una pel·lícula violenta i atípica centrada en l'ascensió criminal d'un delinqüent particularment espatllat interpretat per un Tomas Milian en estat de gràcia. Es deuen també a Lenzi dos diferents pel·lícules policíaques violentes: Brigada Especial (1976) i El Clan dels Podrits (1976).
En aquesta última pel·lícula, Lenzi, en col·laboració amb el guionista Dardano Sacchetti, inventa el personatge d'Er Monnezza, simpàtic i graciós lladre que s'expressa en parla regional romana i que interpreta Tomas Milian.
Lenzi contribueix igualment a l'èxit de Maurizio Merli, presència constant en les seves pel·lícules policíaques, en el paper d'un comissari, sobretot a les pel·lícules com Napoli violenta i El cínic, l'Infame i El violent.
Fins a començaments dels anys 80, el realitzador seguirà la moda de les pel·lícules de terror, llançades tant per Lucio Fulci com per Dario Argento. Entre aquestes pel·lícules, convé citar L'avió de l'Apocalipsi el 1980, una pel·lícula apreciada per Quentin Tarantino, en el qual homes contaminats per radiacions es transformen en caníbals assassins quasi indestructibles. Encara que inspirat en la famosa «Zombi» de George Romero, la pel·lícula de Lenzi posseeix la seva pròpia originalitat.
L'any següent, de resultes de l'èxit d'Holocaust caníbal (1980) de Ruggero Deodato, dirigeix La Secta dels Caníbals i sobretot Cannibal Ferox (1981), una de les seves pel·lícules més conegudes. La pel·lícula va tenir no obstant això problemes amb la censura a causa d'algunes escenes de violència real perpetradesen animals. En una entrevista a la televisió romana T9, Lenzi considera que ha fet aquesta pel·lícula per raons alimentàries i que no la té en gran estima.
Al final del decenni, Lenzi va tornar sense gran èxit a la pel·lícula de suspens de terror amb pel·lícules com Nightmare Beach (1988) una producció menor rodada als Estats Units. Se li deuen igualment durant aquest període algunes altres pel·lícules de terror com La Casa del Malson 3 (1988), continuació apòcrifa de la sèrie iniciada per Sam Raimi, Paura nel buio (1989) i una pel·lícula de baix pressupost La porta dell'inferno (1990), última pel·lícula de l'actor Giacomo Rossi Stuart. El mateix any, Renzi és contactat per ReteItalia que el contracta per a dos telefilms tenint com a tema la «casa freqüentada». hantée Les pel·lícules són: La casa del sortilegio (1989) i La casa delle anime erranti (1989). Aquestes pel·lícules són fins avui les dues úniques realitzades per a la televisió per Lenzi.
Sempre en els anys 80, Lenzi es llança igualment a altres gèneres, com la comèdia, l'aventura fantàstica (La guerra del ferro el 1983) inspirat per Conan el Bàrbar i la pel·lícula de guerra I cinque del Condor el 1985, Un ponte per l'Inferno el 1986 i Tempi di Guerra el 1987, aquestes dues últimes rodades a Iugoslàvia).
Les últimes pel·lícules de la carrera de Lenzi són destinades al cinema d'exportació per a mercats menors. Entre aquests, citem sobretot Obiettivo poliziotto (1989), Caccia allo scorpione d'oro (1991) i Demoni 3 (1991).
La seva última pel·lícula és Hornsby e Rodriguez - Sfida criminale (1992), rodada als Estats Units i a Santo Domingo.
Retirat del món del cinema al mateix temps que la seva esposa Olga Pehar, guionista d'algunes de les seves pel·lícules, ha col·laborat amb la revista italiana de cinema Nocturno.
Umberto Lenzi ha creat la figura literària de Bruno Astolfi, un detectiu privat antifeixista que investiga a la Itàlia dels anys 40. Entre les novel·les, han tret en italià Delitti a Cinecittà (2008), Terrore ad Harlem (2009), Morta al Cinevillaggio i Il Clan dei Miserabili (2014).

## Filmografia[2]

### Director
- 1958: Mia Italida stin Ellada
- 1961: Le avventure di Mary Read
- 1962: Duello nella sila
- 1962: Il trionfo di Robin Hood
- 1963: Caterina di Russia
- 1963: L'invincibile cavaliere mascherato
- 1963: Zorro contro Maciste
- 1963: Sandokan, el tigre de Borneo (Sandokan, la tigre di Mompracem)
- 1964: Sandok, il Maciste della giungla
- 1964: L'ultimo gladiatore
- 1964: I pirati della Malesia
- 1964: I tre sergenti del Bengala
- 1965: La montagna di luce
- 1965: A 008, operazione Sterminio
- 1965: Superseven chiama Cairo
- 1966: Le spie amano i fiori
- 1966: Un milione di dollari per sette assassini
- 1966: Kriminal
- 1967: Attentato ai tre grandi
- 1968: Tutto per tutto
- 1968: Una pistola per cento bare
- 1969: Orgasmo
- 1969: La legione dei dannati
- 1969: Così dolce... così perversa
- 1970: Paranoia
- 1971: Un posto ideale per uccidere
- 1972: Sette orchidee macchiate di rosso
- 1972: Il paese del sesso selvaggio
- 1972: Il coltello di ghiaccio
- 1973: Milano rovente
- 1974: Spasmo
- 1974: Milano odia: la polizia non può sparare
- 1975: Gatti rossi in un labirinto di vetro
- 1975: L'uomo della strada fa giustizia
- 1975: Il giustiziere sfida la città
- 1976: Roma a mano armata
- 1976: Napoli violenta
- 1976: Il trucido e lo sbirro
- 1977: Il cinico, l'infame, il violento
- 1978: 'Il grande attacco
- 1978: La Banda del gobbo
- 1979: Contro 4 bandiere
- 1979: Da Corleone a Brooklyn
- 1979: Scusi, lei è normale?
- 1980: Mangiati vivi!
- 1980: Incubo sulla città contaminata
- 1981: Cannibal Ferox
- 1982: Pierino la peste alla riscossa
- 1982: Incontro nell'ultimo paradiso
- 1982: Cicciabomba
- 1983: La guerra del ferro - Ironmaster
- 1985: I cinque del Condor
- 1986: Un ponte per l'inferno
- 1987: Tempi di guerra
- 1988: Nightmare Beach
- 1988: La casa 3
- 1989: Le porte dell'inferno
- 1989: Paura nel buio
- 1989: La casa del sortilegio (TV)
- 1989: La casa delle anime erranti (TV)
- 1990: Detectiu Malone
- 1990: Cop target
- 1991: Demoni 3
- 1991: Caccia allo scorpione d'oro
- 1992: Hornsby e Rodriguez - sfida criminale
- 1996: Sarayevo inferno di fuoco

### Guionista
- 1958: Mia Italida stin Ellada
- 1963: Caterina di Russia
- 1963: L'Invincibile cavaliere mascherato
- 1963: Zorro contro Maciste
- 1963: Sandokan, la tigre di Mompracem
- 1964: Le verdi bandiere di Allah)
- 1964: Sandok, il Maciste della giungla
- 1965: A 008, operazione Sterminio
- 1966: Le spie amano i fiori
- 1966: Un milione di dollari per sette assassini
- 1966: Kriminal
- 1967: Attentato ai tre grandi
- 1969: Orgasmo
- 1970: Tarzán en la gruta del oro
- 1971: Un posto ideale per uccidere
- 1972: Sette orchidee macchiate di rosso
- 1972: Il coltello di ghiaccio
- 1973: Milano rovente
- 1974: Spasmo
- 1975: Gatti rossi in un labirinto di vetro
- 1975: L'uomo della strada fa giustizia
- 1976: Il trucido e lo sbirro
- 1977: Il cinico, l'infame, il violento
- 1978: 'Il grande attacco
- 1978: La banda del gobbo
- 1979: Da Corleone a Brooklyn
- 1979: Scusi, lei è normale?
- 1980: Mangiati vivi!
- 1981: Cannibal Ferox
- 1983: La guerra del ferro - Ironmaster
- 1986: Un ponte per l'inferno
- 1987: Tempi di guerra
- 1987: Striker
- 1988: Nightmare Beach
- 1988: Primal Rage
- 1989: La casa del sortilegio (TV)
- 1989: La casa delle anime erranti (TV)
- 1993: Graffiante desiderio